# Neo-ui yeojachin-gu
Neo-ui yeojachin-gu (너의 여자친구?), noto anche con il titolo internazionale My Bossy Girl, è un film del 2019 scritto e diretto da Lee Jang-hee.

## Trama
Hye-jin è una ragazza invalida che, dopo avere incontrato lo studente universitario Hwi-so, si innamora di lui; il carattere "estremamente sincero" della giovane finisce però per creare ai due non pochi imprevisti.

## Distribuzione
In Corea del Sud la pellicola è stata distribuita a livello nazionale dalla Storm Pictures, a partire dal 4 dicembre 2019.